# K-Horror
 (février 2015).
Si vous disposez d'ouvrages ou d'articles de référence ou si vous connaissez des sites web de qualité traitant du thème abordé ici, merci de compléter l'article en donnant les références utiles à sa vérifiabilité et en les liant à la section « Notes et références ».
K-Horror est un terme désignant la littérature et le cinéma d’horreur de la Corée du Sud.

## FilmsK-Horror
- 301/302
- A Blood Pledge
- Deux sœurs
- Acacia
- Antarctic Journal
- APT
- Arang
- Bunshinsaba
- Cello
- Cinderella
- Death Bell
- Death Bell 2
- Doll Master (en)
- Epitaph
- Evil Twin
- Face
- A Ghost Story of Joseon Dynasty
- Hansel and Gretel
- J'ai rencontré le Diable
- Into the Mirror
- L'Île
- Loner
- Memento Mori
- Muoi: The Legend of a Portrait
- Paradise Murdered
- Phone
- The Quiet Family
- R-Point
- The Record
- Red Eye
- The Red Shoes
- Ring Virus
- Say Yes
- Someone Behind You
- Sorum
- Suddenly at Midnight
- La 6e victime
- Trois histoires de l'au-delà
- Trois extrêmes
- To Sir, with Love
- Unborn but Forgotten (en)
- The Uninvited
- Voice
- Whispering Corridors
- White: The Melody of the Curse
- The Wig
- Wishing Stairs

### Réalisateur de film d'horreur sud-coréen
- Ahn Byeong-ki
- Bong Joon-ho
- Kim Dong-bin
- Kim Jee-woon
- Kong Su-chang
- Park Ki-hyeong
- Yu Seon-dong